# Michel Pollentier
Michel Pollentier (Diksmuide, 13 de febrer de 1951) va ser un ciclista belga, que fou professional entre 1973 i 1984, durant els quals aconseguí 89 victòries.
Bon escalador, en el seu palmarès destaca la victòria al Giro d'Itàlia de 1977. El 1978 va protagonitzar un escàndol al Tour de França. En finalitzar la 16a etapa, amb final a l'Aup d'Uès, que havia guanyat i que li suposava vestir-se amb el mallot groc, fou agafat fent trampes en el control antidopatge. Se'l va agafar infraganti amb una pera plena d'orina neta sota el seu braç que havia de servir per substituir l'orina bruta. El resultat fou la seva expulsió immediata de la cursa.
Aquest afer li va fer perdre gran part de la credibilitat que tenia dins el ciclisme internacional. Amb tot, encara seria capaç de vèncer al Tour de Flandes de 1980 i ser segon en la darrera temporada com a professional a la Volta a Espanya.

## Palmarès
- 1974
  - Vencedor d'una etapa al Tour de França
- 1975
  - Vencedor d'una etapa al Tour de França
  - Vencedor d'una etapa del Dauphiné Libéré
  - Vencedor d'una etapa de la Volta a Bèlgica
- 1976
  - 1r a la Volta a Bèlgica i vencedor d'una etapa
  - 1r a l'Escalada a Montjuïc
  - 1r al Trofeu Baracchi (amb Freddy Maertens)
  - 1r al Stadsprijs Geraardsbergen
  - Vencedor d'una etapa al Tour de França
  - Vencedor de 3 etapes a la Volta a Suïssa
- 1977
  -  Campió de Bèlgica en ruta
  -  1r al Giro d'Itàlia i vencedor d'una etapa
  - 1r a la Volta a Suïssa i vencedor de 4 etapes
  - Vencedor d'una etapa de la Volta a Espanya
- 1978
  -  Campió de Bèlgica en ruta
  - 1r a la Dauphiné Libéré i vencedor de 2 etapes
  - 1r a l'Escalada a Montjuïc
  - Vencedor de 2 etapes a la Volta a Suïssa
- 1980
  - 1r al Tour de Flandes
  - 1r a la Fletxa Brabançona
- 1984
  - Vencedor d'una etapa de la Volta a Espanya

### Resultats al Tour de França
- 1973. 34è de la classificació general
- 1974. 7è de la classificació general. Vencedor d'una etapa
- 1975. 23è de la classificació general. Vencedor d'una etapa
- 1976. 7è de la classificació general. Vencedor d'una etapa
- 1978. Expulsat per dopatge (16a etapa)
- 1979. Abandona (18a etapa)
- 1980. Abandona (15a etapa)
- 1981. Abandona (2a etapa)

### Resultats al Giro d'Itàlia
- 1977. 1r de la classificació general. Vencedor d'una etapa

### Resultats a la Volta a Espanya
- 1977. 6è de la classificació general. Vencedor d'una etapa
- 1979. 3r de la classificació general
- 1980. 26è de la classificació general
- 1982. 2n de la classificació general
- 1984. 13è de la classificació general. Vencedor d'una etapa